# 悬链线光学
悬链线光学（英语：Catenary Optics）是现代光学的一个分支，研究利用悬链线函数描述亚波长尺度的光学和电磁效应。悬链线函数可分为两类，一类是双曲余弦函数（也称为普通悬链线），可描述两列相向传播的倏逝波干涉形成的电场强度分布；另一类是对数余弦函数（又称为等强度悬链线，英语：Catenary of equal strength），可描述圆偏振光的电场矢量在某一截面形成的流线。由于经典光学中的圆偏振态对应于量子力学中光子的自旋态，利用等强度悬链线构造亚波长结构可高效调控光子的自旋-轨道相互作用。

## 历史
2015年，Science Advances杂志发表一篇名为《Catenary optics for achromatic generation of perfect optical angular momentum》的研究论文，报道了利用对数余弦函数形状的亚波长结构调控光子的自旋-轨道相互作用，并将其用于产生光学轨道角动量和构造平面超构透镜，被认为在下一代平面光学中具有重要作用。2019年，研究人员进一步将悬链线光学的概念推广到悬链线电磁学，揭示了金属超构表面中悬链线场和悬链线色散的数学关系，并将其用于宽带超构表面的设计。同年，Springer出版了英文专著《Catenary Optics》。
悬链线光学主要关注悬链线函数在亚波长尺度的新效应和新应用。在悬链线光学这一概念正式出现之前，已经有一些利用悬链线函数进行光学调控的研究。以金属-介质表面的表面等离激元（Surface plasmon polariton, SPP）为例，当金属薄膜的厚度或金属膜上狭缝的宽度小于SPP的衰减深度时，相邻的SPP会耦合在一起，其电场和磁场强度满足双曲余弦或双曲正弦函数。2003年，研究人员通过光刻胶记录的方法，实验观测到悬链线形状的光场分布。由于悬链线光场的等效波长远小于真空波长，其通过双缝干涉所形成的条纹周期也远小于波长，该现象被称为“异常杨氏双缝干涉（Extraordinary Young's Interference）”。利用悬链线光场的短波长和长焦深特性，可以构建超分辨成像透镜，在365nm波长单次曝光实现22nm分辨力，结合多重图形等工艺，可进一步将分辨力提升到10nm以下。

## 应用
悬链线光学的主要内涵有三点：悬链线结构 、悬链线场和悬链线色散 。利用悬链线结构可构造平面透镜，对电磁波和光波进行波前调控；利用悬链线场可实现超分辨光场调控；利用悬链线色散可对宽带超构表面进行快速设计。目前，对悬链线光学的研究还在持续，更多的新现象和新应用还有待发现。